# Javaris Crittenton
Javaris Cortez Crittenton (ur. 31 grudnia 1987 W Atlancie) – amerykański koszykarz, występujący na pozycjach rozgrywającego lub rzucającego obrońcy. Został wybrany z numerem 19 draftu NBA w 2007 przez Los Angeles Lakers. Skazany za zabójstwo na 23 lata pozbawienia wolności.

## Kariera
W 2006 wystąpił w meczu gwiazd amerykańskich szkół średnich – McDonald’s All-American. Został też wybrany najlepszym zawodnikiem szkół średnich stanu Georgia (Georgia Gatorade Player of the Year, Georgia Mr. Basketball) oraz zaliczony do III składu Parade All-American. 
Crittenton został wybrany w Drafcie w 2007 roku jako 19 zawodnik. W lidze letniej NBA zagrał w meczu z Golden State Warriors i zdobył 18 punktów.
Przez kilka lat występował w letniej lidze NBA. Reprezentował Los Angeles Lakers (2007), Memphis Grizzlies (2008), Washington Wizards (2009). W 2010 rozegrał kilka spotkań przedsezonowych z barwach New Orleans Hornets.
2 kwietnia 2008 roku już jako zawodnik Memphis Grizzlies pobił swój własny rekord, zdobywając 23 punktów w wygranym 130-114 meczu z New York Knicks.
1 lutego 2008 Crittenton przeszedł do drużyny z Memphis razem z Kwame Brownem, Aaronem McKie i Marc Gasolem jako część transferu Pau Gasola do Los Angeles Lakers.
10 grudnia 2008, Crittenton był częścią transferu pomiędzy 3 drużynami. Javaris znalazł się w Washington Wizards razem z Antonio Danielsem z New Orleans Hornets. W zamian Wizards oddali prawa do wyboru w drafcie.
W 2011 oskarżono go o zabójstwo kobiety w Atlancie, jednak na jego korzyść zeznawało wiele osób i ostatecznie został zwolniony za kaucją. W 2015 przyznał się do winy i został skazany na 23 lata więzienia.

## Osiągnięcia
Na podstawie, o ile nie zaznaczono inaczej.
NCAA
- Uczestnik turnieju NCAA (2007)
- Zaliczony do:
  - I składu najlepszych pierwszorocznych zawodników ACC (2007)
  - III składu ACC (2007)

NBA
- Zaliczony do I składu letniej ligi NBA (2007)

## Statystyki w NBA
Na podstawie Basketball-Reference.com (ang.)

### Sezon regularny
| Sezon   | Drużyna     | M   | S5 | MPG  | FG%   | 3P%   | FT%   | RPG | APG | SPG | BPG | PPG |
| ------- | ----------- | --- | -- | ---- | ----- | ----- | ----- | --- | --- | --- | --- | --- |
| 2007/08 | L.A. Lakers | 22  | 0  | 7,8  | 49,1% | 33,3% | 67,9% | 1,0 | 0,8 | 0,3 | 0,0 | 3,3 |
| 2007/08 | Memphis     | 28  | 0  | 18,1 | 40,0% | 26,5% | 69,7% | 3,2 | 1,2 | 0,4 | 0,1 | 7,4 |
| 2008/09 | Memphis     | 7   | 0  | 6,3  | 46,7% | 0,0%  | 45,5% | 0,9 | 0,7 | 0,1 | 0,0 | 2,7 |
| 2008/09 | Washington  | 56  | 10 | 20,2 | 45,9% | 14,3% | 59,3% | 2,9 | 2,6 | 0,7 | 0,1 | 5,3 |
| Razem   |             | 113 | 10 | 16,4 | 44,2% | 23,1% | 63,8% | 2,4 | 1,8 | 0,5 | 0,1 | 5,3 |